# Idaea poecilocrossa
Idaea poecilocrossa är en fjärilsart som beskrevs av Louis Beethoven Prout 1933. Idaea poecilocrossa ingår i släktet Idaea och familjen mätare. Inga underarter finns listade i Catalogue of Life.